# Neuhofen an der Ybbs
Neuhofen an der Ybbs là một thị trấn ở huyện Amstetten trong bang Niederösterreich ở nước Áo. Đô thị này có diện tích 36,38 km², dân số năm 2001 là 2543 người.